# 大竜川一男
大竜川 一男（だいりゅうがわ かずお、1946年1月21日 - ）は、兵庫県加古川市東神吉町出身で三保ヶ関部屋に所属した大相撲力士。本名は和田 一男（わだ かずお）。身長178cm、体重118kg。最高位は東前頭筆頭（1969年11月場所）。

## 来歴・人物
加古川市立東神吉小学校在籍時から、相撲に親しんでいた。加古川市高砂市組合立宝殿中学校では相撲部に入り、3年次には兵庫県中学校相撲大会個人戦で優勝した。出身地が近い三保ヶ関親方（元大関・初代増位山）の熱心な勧誘を受け、中学校卒業直前に三保ヶ関部屋へ入門し、1961年1月場所にて、14歳で初土俵を踏んだ。
突っ張ってからの右四つに加え、土俵際の粘りや、突き落としや足技（時折、立合い一瞬の蹴手繰り）も見せるなど多彩な技の持ち主として知られた。1966年9月場所で十両昇進、1968年9月場所で入幕を果たした。
幕内では、敢闘賞を2回受賞しているが、少し半端相撲の取り口で上位ではなかなか勝てなかった。弟弟子である増位山（2代目）や北の湖らとともに、三保ヶ関部屋全盛時代を築いた力士として名を残している。
1979年5月場所限りで引退した後は、年寄・清見潟として後進の指導に当たった。1991年には、長男が父と同じく三保ヶ関部屋に入門したが、大成しなかった。協会内では指導普及部を経て1996年2月より大阪場所担当委員。
なお、同部屋の闘竜（最高位・関脇）は、中学での後輩に当たる。
2010年5月、2009年名古屋場所において手配した維持員席のチケットが暴力団弘道会幹部に渡っていたことが発覚し、これにより相撲協会から譴責処分を受けた。木瀬親方からはこれより5年以上前から依頼され、調達に関与したという。2011年1月場所限り（場所中に65歳の誕生日を迎えたため、千秋楽までは協会に在籍）で、日本相撲協会を停年退職した。

## 主な戦績
- 通算成績：692勝675敗 勝率.506
- 幕内成績：162勝228敗 勝率.415
- 現役在位：110場所
- 幕内在位：26場所
- 三賞：2回
  - 敢闘賞：2回（1968年11月場所、1969年9月場所）
- 通算連続出場：1367回（史上5位）※ただし、1979年の引退当時は通算出場も含めて史上1位の記録であった。

### 場所別成績
| | 一月場所 初場所（東京） | 三月場所 春場所（大阪） | 五月場所 夏場所（東京） | 七月場所 名古屋場所（愛知） | 九月場所 秋場所（東京） | 十一月場所 九州場所（福岡） |
| --- | ----------------------- | ----------------------- | ----------------------- | --------------------------- | ----------------------- | --------------------------- |
| 1961年 （昭和36年） | （前相撲）              | 東序ノ口20枚目 3–4      | 西序ノ口7枚目 3–4       | 東序ノ口3枚目 4–3           | 東序二段59枚目 4–3      | 西序二段13枚目 3–4          |
| 1962年 （昭和37年） | 西序二段25枚目 4–3      | 西序二段18枚目 4–3      | 東序二段2枚目 4–3       | 東三段目79枚目 3–4          | 西三段目88枚目 2–5      | 東序二段6枚目 3–4           |
| 1963年 （昭和38年） | 東序二段22枚目 6–1      | 西三段目60枚目 4–3      | 東三段目44枚目 5–2      | 東三段目7枚目 5–2           | 東幕下74枚目 4–3        | 西幕下62枚目 3–4            |
| 1964年 （昭和39年） | 西幕下70枚目 4–3        | 西幕下63枚目 5–2        | 西幕下48枚目 2–5        | 西幕下60枚目 4–3            | 西幕下51枚目 5–2        | 東幕下37枚目 2–5            |
| 1965年 （昭和40年） | 西幕下52枚目 4–3        | 西幕下44枚目 4–3        | 東幕下38枚目 5–2        | 西幕下27枚目 4–3            | 東幕下26枚目 4–3        | 東幕下21枚目 6–1            |
| 1966年 （昭和41年） | 東幕下8枚目 2–5         | 東幕下19枚目 6–1        | 東幕下6枚目 5–2         | 東幕下筆頭 6–1              | 西十両17枚目 8–7        | 東十両12枚目 7–8            |
| 1967年 （昭和42年） | 東十両15枚目 9–6        | 西十両9枚目 6–9         | 西幕下4枚目 5–2         | 西十両13枚目 9–6            | 西十両9枚目 8–7         | 東十両8枚目 8–7             |
| 1968年 （昭和43年） | 東十両5枚目 7–8         | 東十両6枚目 7–8         | 東十両8枚目 10–5        | 西十両3枚目 11–4            | 西前頭9枚目 7–8         | 西前頭11枚目 10–5 敢        |
| 1969年 （昭和44年） | 東前頭5枚目 7–8         | 西前頭6枚目 5–10        | 西前頭10枚目 9–6        | 西前頭4枚目 4–11            | 西前頭8枚目 11–4 敢     | 東前頭筆頭 3–12             |
| 1970年 （昭和45年） | 西前頭10枚目 8–7        | 西前頭7枚目 7–8         | 東前頭9枚目 3–12        | 西十両2枚目 7–8             | 西十両4枚目 9–6         | 東十両3枚目 6–9             |
| 1971年 （昭和46年） | 西十両8枚目 9–6         | 東十両3枚目 7–8         | 東十両6枚目 7–8         | 東十両7枚目 8–7             | 東十両5枚目 8–7         | 東十両2枚目 10–5            |
| 1972年 （昭和47年） | 西前頭10枚目 6–9        | 西十両筆頭 8–7          | 東十両筆頭 10–5         | 西前頭10枚目 8–7            | 東前頭8枚目 7–8         | 西前頭10枚目 8–7            |
| 1973年 （昭和48年） | 東前頭8枚目 4–11        | 西前頭13枚目 8–7        | 西前頭10枚目 8–7        | 東前頭8枚目 5–10            | 西十両筆頭 7–8          | 西十両3枚目 10–5            |
| 1974年 （昭和49年） | 東前頭12枚目 4–11       | 東十両4枚目 8–7         | 東十両2枚目 4–11        | 東十両11枚目 8–7            | 東十両7枚目 8–7         | 東十両4枚目 9–6             |
| 1975年 （昭和50年） | 東十両筆頭 8–7          | 東前頭14枚目 4–11       | 西十両5枚目 9–6         | 東前頭14枚目 8–7            | 東前頭9枚目 3–12        | 西十両6枚目 8–7             |
| 1976年 （昭和51年） | 西十両2枚目 8–7         | 西十両筆頭 9–6          | 東前頭13枚目 8–7        | 東前頭10枚目 3–12           | 東十両6枚目 8–7         | 西十両2枚目 6–9             |
| 1977年 （昭和52年） | 東十両5枚目 7–8         | 西十両6枚目 8–7         | 東十両5枚目 7–8         | 東十両7枚目 8–7             | 西十両3枚目 8–7         | 西前頭12枚目 4–11           |
| 1978年 （昭和53年） | 東十両6枚目 8–7         | 東十両4枚目 8–7         | 東十両3枚目 7–8         | 東十両5枚目 7–8             | 西十両6枚目 8–7         | 西十両5枚目 6–9             |
| 1979年 （昭和54年） | 西十両9枚目 9–6         | 東十両5枚目 5–10        | 東十両12枚目 引退 0–5–0 |                             |                         |                             |
| 各欄の数字は、「勝ち-負け-休場」を示す。 優勝 引退 休場 十両 幕下 三賞：敢=敢闘賞、殊=殊勲賞、技=技能賞 その他：★=金星 番付階級：幕内 - 十両 - 幕下 - 三段目 - 序二段 - 序ノ口 幕内序列：横綱 - 大関 - 関脇 - 小結 - 前頭（「#数字」は各位内の序列） |                         |                         |                         |                             |                         |                             |

### 幕内対戦成績
| 力士名   | 勝数 | 負数 | 力士名     | 勝数 | 負数 | 力士名   | 勝数 | 負数 | 力士名   | 勝数 | 負数 |
| -------- | ---- | ---- | ---------- | ---- | ---- | -------- | ---- | ---- | -------- | ---- | ---- |
| 青ノ里   | 2    | 0    | 青葉城     | 0    | 1    | 朝嵐     | 1    | 0    | 浅瀬川   | 0    | 4    |
| 朝登     | 4    | 3    | 荒瀬       | 0    | 2    | 巌虎     | 2    | 0    | 岩下     | 0    | 1    |
| 大潮     | 2    | 3    | 大錦       | 2    | 3    | 大鷲     | 3    | 4    | 魁輝     | 0    | 2    |
| 魁傑     | 0    | 2    | 魁罡       | 5    | 0    | 和晃     | 0    | 1    | 北瀬海   | 3    | 4    |
| 北の富士 | 0    | 1    | 清國       | 0    | 1    | 麒麟児   | 0    | 1    | 蔵間     | 0    | 2    |
| 黒姫山   | 1    | 5    | 高鉄山     | 6    | 8    | 琴ヶ嶽   | 0    | 1    | 琴櫻     | 0    | 2    |
| 琴乃冨士 | 1    | 1    | 金剛       | 1    | 2    | 白田山   | 2    | 2    | 大旺     | 1    | 2    |
| 大峩     | 4    | 1    | 大受       | 2    | 3    | 大雪     | 0    | 2    | 大鵬     | 0    | 2    |
| 大文字   | 2    | 2    | 大雄       | 4    | 3    | 隆ノ里   | 1(1) | 1    | 貴ノ花   | 1    | 2    |
| 高見山   | 2    | 4    | 玉輝山     | 2    | 1    | 玉乃島   | 0    | 1    | 玉ノ富士 | 0    | 2    |
| 千代櫻   | 0    | 1    | 千代の富士 | 0    | 1    | 出羽の花 | 0    | 1    | 天龍     | 2    | 2    |
| 時葉山   | 8    | 4    | 栃赤城     | 0    | 1    | 栃東     | 3    | 8    | 栃勇     | 2    | 1    |
| 金城     | 0    | 1    | 栃富士     | 2    | 3    | 羽黒岩   | 5    | 8    | 長谷川   | 1    | 4    |
| 花光     | 4    | 1    | 福の花     | 6    | 8    | 富士櫻   | 1    | 2    | 富士錦   | 0    | 1    |
| 藤ノ川   | 2    | 1    | 二子岳     | 9    | 8    | 双津竜   | 4    | 1    | 前の山   | 1    | 4    |
| 牧本     | 1    | 0    | 舛田山     | 1    | 0    | 三重ノ海 | 3    | 1    | 三杉磯   | 0    | 1    |
| 禊鳳     | 0    | 1    | 明武谷     | 3    | 0    | 陸奥嵐   | 2    | 10   | 豊山     | 1    | 4    |
| 吉の谷   | 0    | 1    | 義ノ花     | 5    | 3    | 琉王     | 3    | 4    | 龍虎     | 1    | 5    |
| 凌駕     | 1    | 0    | 若獅子     | 3    | 2    | 若天龍   | 1    | 1    | 若浪     | 5    | 2    |
| 若ノ海   | 1    | 4    | 若三杉     | 0    | 1    | 若二瀬   | 2    | 6    | 若見山   | 2    | 0    |
| 鷲羽山   | 0    | 4    |            |      |      |          |      |      |          |      |      |

## 改名歴
- 増若 一男 （ますわか かずお）1961年3月場所-1964年5月場所
- 大竜川 一男 （だいりゅうがわ -）1964年7月場所
- 大龍川 一男 （だいりゅうがわ -）1964年9月場所-1966年9月場所
- 大竜川 一男 （だいりゅうがわ -）1966年11月場所-1979年5月場所（引退）

## 年寄変遷
- 清見潟 一男（きよみがた かずお）1979年5月-2011年1月（停年退職）